# Acacia arenaria
Acacia arenaria é uma espécie de leguminosa do gênero Acacia, pertencente à família Fabaceae.